# Virginia Eliza Clemm
Virginia Eliza Clemm Poe, cuyo nombre de soltera era Virginia Eliza Clemm (Baltimore, 15 de agosto de 1822 - Condado de Bronx, 30 de enero de 1847), fue una escritora estadounidense, la esposa del escritor romántico Edgar Allan Poe. Poe y ella eran primos, y se casaron cuando ella tenía 13 años y él 27. Algunos biógrafos han sugerido que los esposos mantuvieron una relación más fraternal que conyugal, y que nunca consumaron el matrimonio. Virginia enfermó de tuberculosis en enero de 1842, y murió por esta causa en enero de 1847, a los 24 años. Su fallecimiento se produjo en la casa de campo de la pareja, situada en las afueras de Nueva York. 
Años antes de contraer matrimonio, Virginia Clemm y Edgar Allan Poe ya habían vivido ocasionalmente bajo un mismo techo, con otros miembros de la familia. La pareja tuvo que mudarse con frecuencia para adaptarse a los cambios de empleo de Edgar. Vivieron intermitentemente en Baltimore, Filadelfia y Nueva York. Pocos años después de su boda, Poe se vio envuelto en un grave escándalo que involucraba también a las poetisas Frances Sargent Osgood y Elizabeth F. Ellet. Los rumores acerca de las supuestas infidelidades de su esposo afectaron a Virginia hasta el punto de que, en su lecho de muerte, declararía que Ellet la había asesinado. Tras su muerte, su cuerpo fue finalmente ubicado bajo el mismo monumento funerario que alberga los restos de su marido, en el cementerio Westminster (Westminster Hall and Burying Ground) de Baltimore. Solo se ha comprobado la autenticidad de uno de sus retratos, una acuarela pintada tras su muerte.
La enfermedad y posterior muerte de su esposa causaron una gran impresión a Edgar Allan Poe, que quedó muy abatido y se refugió en la bebida. Se cree que el trágico final de Virginia tuvo también una notable influencia en la obra de Poe, donde es frecuente el motivo del fallecimiento de una joven, como por ejemplo en los famosos poemas Annabel Lee y El cuervo.

## Biografía

### Primeros años

Árbol genealógico de Poe y de Virginia.

Virginia Eliza Clemm nació el 15 de agosto de 1822. Se le puso el nombre de una de sus hermanas que había fallecido diez días antes, siendo todavía una niña.  Su padre, William Clemm, Jr., era comerciante de artículos de ferretería en Baltimore. Se había casado con Maria Poe, la madre de Virginia, el 12 de julio de 1817, tras la muerte de su primera esposa, Harriet, prima hermana de Maria. Clemm tenía cinco hijos de su anterior matrimonio, y tendría otros tres con Maria. Tras su muerte, en 1826, dejó muy pocos bienes a su mujer y sus hijos, y los parientes les negaron su ayuda, porque anteriormente se habían opuesto al matrimonio. Para mantener a su familia, Maria tuvo que ponerse a coser y aceptar huéspedes, ayudada por la pensión de 240 dólares anuales que le había sido concedida a su madre, Elizabeth Cairnes, que estaba paralizada y postrada en cama. Elizabeth recibía la pensión por su último marido, el "general" David Poe, un antiguo oficial de intendencia de Maryland que había prestado dinero al estado.
Edgar Poe conoció a su prima Virginia en agosto de 1829, cuatro meses antes de ser licenciado del ejército. Ella tenía por entonces siete años. En 1832, la familia —compuesta por Elizabeth, Maria, Virginia, y el hermano de Virginia, Henry— logró, gracias a la pensión de Elizabeth, alquilar una casa en lo que entonces era el número  3 de Amity Street, en Baltimore. El hermano mayor de Edgar, William Henry Leonard Poe, que había vivido antes con la familia, había fallecido el 1 de agosto de 1831. Edgar se fue a vivir con ellos en 1833 y enseguida se enamoró de una vecina llamada Mary Devereaux. La joven Virginia hizo de mensajera entre los enamorados, y en una ocasión tuvo que conseguir un mechón del cabello de Devereaux para dárselo a Edgar. Elizabeth Cairnes Poe falleció el 7 de julio de 1835, dejando a la familia sin ingresos económicos, en una apurada situación financiera. Henry falleció por entonces, hacia 1836, y Virginia quedó como la única superviviente de los hijos de Maria Clemm.
En agosto de 1835, Edgar dejó Baltimore y se trasladó a Richmond, donde había conseguido un empleo en el Southern Literary Messenger, con la esperanza de ganar algún dinero que le permitiera ayudar a su familia, sumida en la pobreza. Mientras Poe se encontraba fuera de Baltimore, otro primo suyo, Neilson Poe, marido de la medio hermana de Virginia, Josephine Clemm, supo que Edgar estaba considerando la idea de contraer matrimonio con Virginia. Neilson se ofreció a llevarla consigo y educarla, con el fin de evitar el matrimonio de la joven a una edad tan temprana, aunque dejando abierta la posibilidad de que la oferta de matrimonio pudiera ser más tarde reconsiderada. Edgar llamó a Neilson, propietario de un periódico de Baltimore, su «más implacable enemigo», e interpretó las acciones de su primo como un intento de romper su relación con Virginia. El 29 de agosto de 1835 Edgar escribió una emotiva carta a Maria, declarando que «escribía cegado por las lágrimas», y suplicándole que permitiese a Virginia decidir por sí misma. Sintiéndose respaldado por su empleo en el Southern Literary Messenger, Poe se ofreció a velar económicamente por Maria, Virginia y Henry, si se trasladaban con él a Richmond.

### Matrimonio

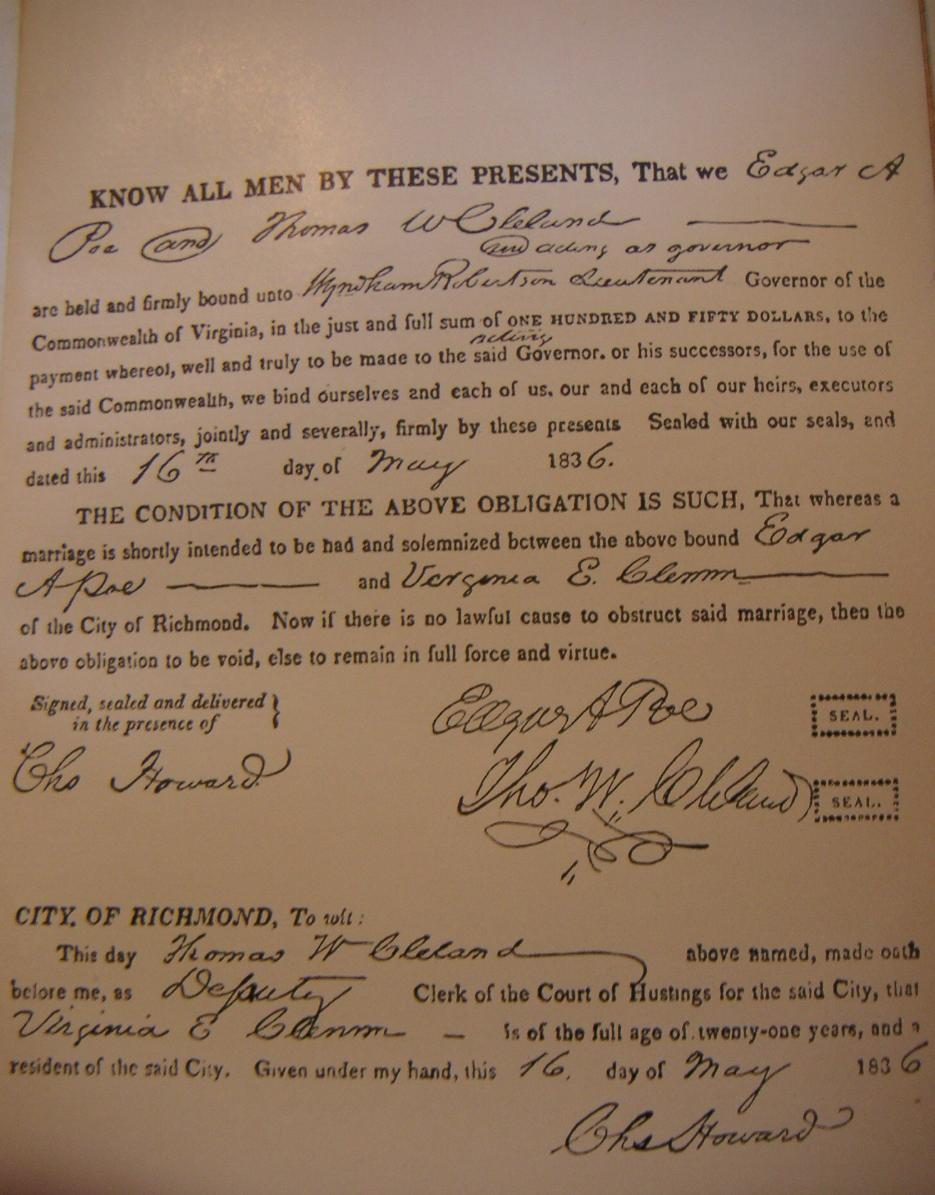
Acta matrimonial de Edgar y Virginia. Puede observarse el affidávit de Cleland en la parte inferior.

Los planes de matrimonio se confirmaron y Edgar regresó a Baltimore para solicitar una licencia matrimonial el 22 de septiembre de 1835. Es posible que, ya entonces, la pareja contrajese discretamente matrimonio, pero los relatos al respecto no son claros. La única ceremonia conocida tuvo lugar en Richmond, el 16 de mayo de 1836, cuando la unión de Edgar y Virginia fue sancionada por un ministro presbiteriano, el reverendo Amasa Converse. Edgar tenía 27 años y Virginia 13, aunque se escribió que su edad era de 21. El título matrimonial fue presentado en Richmond, e incluía un affidávit de Thomas W. Cleland confirmando la supuesta edad de la novia. La ceremonia tuvo lugar al atardecer en casa de una tal Mrs. James Yarrington, propietaria de la casa de huéspedes en la que Edgar, Virginia y la madre de Virginia, Maria Clemm, residían por entonces. Yarrington ayudó a Maria Clemm a hornear el pastel y preparó la cena de la boda. La pareja pasó después una corta luna de miel en Petersburg.
Ha habido un apasionado debate en torno a lo inusual de este matrimonio, dadas la diferencia de edad y la relación de consanguinidad existentes entre los esposos. El destacado biógrafo de Poe, Arthur Hobson Quinn, sostiene que no se trataba de algo particularmente infrecuente, como tampoco lo era el que Poe llamase cariñosamente a su esposa «Sissy» o «Sis» (del inglés «sister», «hermana»). Otro biógrafo del escritor, Kenneth Silverman, opina que aunque el matrimonio entre primos no fuese infrecuente, sí lo era la extrema juventud de la novia. Se ha sugerido que la relación de Clemm y Poe pudo haber sido más la de dos hermanos que la de dos esposos. Algunos estudiosos, entre ellos la psicoanalista Marie Bonaparte, se han aplicado a la lectura en clave autobiográfica de varias obras señaladas de Poe, y han llegado a la conclusión de que Virginia murió virgen dado que ella y su marido no consumaron nunca el matrimonio. Esta interpretación con frecuencia asume que Virginia es la joven mencionada en el poema Annabel Lee: una «doncella... con el nombre de Annabel Lee». El biógrafo de Poe Joseph Wood Krutch sugiere que Poe no necesitaba a las mujeres «del modo en que las necesitan los hombres normales», sino únicamente como fuente de inspiración y de cuidados, y que Poe nunca estuvo interesado sexualmente por las mujeres. Amigos de Poe han sugerido que la pareja no compartió el lecho durante, al menos, los primeros dos años de matrimonio, pero que, desde el momento en que ella cumplió los 16 años, su vida conyugal fue «normal», hasta la aparición de la enfermedad de Virginia.
Todas las fuentes coinciden en que Virginia y Edgar formaron una pareja feliz y enamorada. Quien fuera en una ocasión patrón de Poe, George Rex Graham, escribió de su relación: «Su amor por su esposa fue una especie de adoración extática al espíritu de la belleza». En una ocasión, Poe escribió a un amigo, «A nadie entre los seres vivientes veo tan hermoso como a mi mujercita». En correspondencia, ella, según muchos relatos de la época, estaba cerca de idolatrar a su esposo. A menudo se sentaba cerca de él cuando escribía, mantenía en orden sus útiles de escribir, y se ocupaba de sus manuscritos. Manifestó su amor por Poe en un poema acróstico que escribió cuando tenía 23 años, fechado el 14 de febrero, día de San Valentín,  de 1846:

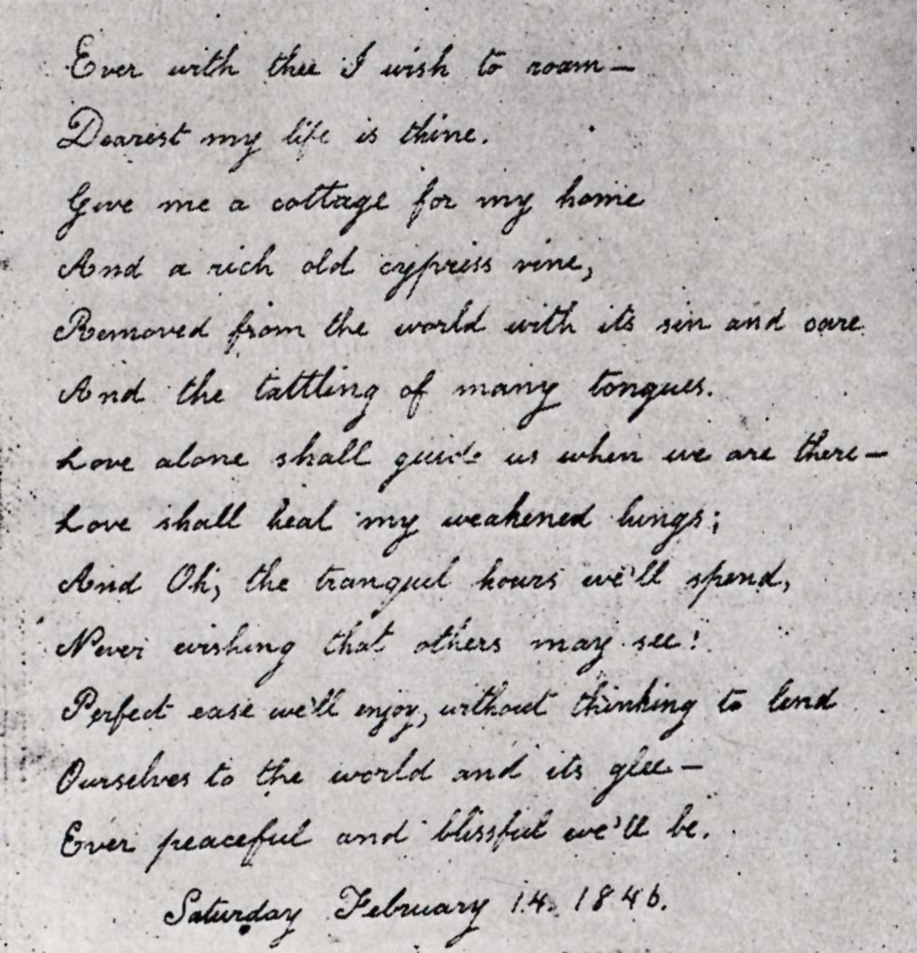
Poema manuscrito de Virginia dedicado a su marido.

Ever with thee I wish to roam -
Dearest my life is thine.
Give me a cottage for my home
And a rich old cypress vine,
Removed from the world with its sin and care
And the tattling of many tongues.
Love alone shall guide us when we are there -
Love shall heal my weakened lungs;
And Oh, the tranquil hours we'll spend,
Never wishing that others may see!
Perfect ease we'll enjoy, without thinking to lend
Ourselves to the world and its glee -
Ever peaceful and blissful we'll be.
Deseo vagar siempre contigo,
queridísimo, mi vida es tuya.
Dame una cabaña por hogar
cubierta de una espesa enredadera,
lejos del mundo con sus pecados y sus preocupaciones
y del cotilleo de muchas lenguas.
Sólo el amor nos guiará cuando estemos allí,
el amor curará mis débiles pulmones;
qué tranquilas horas disfrutaremos
sin cuidarnos de los demás,
en perfecta calma gozaremos,
apartados del mundo y sus reclamos.
Siempre tranquilos y felices viviremos.
Virginia Eliza Clemm. 14 de febrero de 1846.

### El escándalo Osgood/Ellet

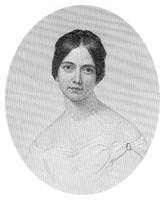
Frances Sargent Osgood.

El «cotilleo de muchas lenguas» («the tattling of many tongues») del poema de San Valentín escrito por Virginia era una referencia a hechos reales. En 1845, Poe había empezado un flirteo con Frances Sargent Osgood, una poetisa casada de 34 años. Virginia sabía de esta amistad, e incluso pudo haberla alentado. Invitó a menudo a Osgood a visitarles en casa, creyendo que la presencia de la mujer ejercía un efecto positivo sobre Poe, que había hecho la promesa de «renunciar al uso de estimulantes» y nunca aparecía borracho en presencia de Osgood.
Al mismo tiempo, otra poetisa, Elizabeth F. Ellet, se enamoró de Edgar y concibió celos de Osgood. Aunque, en una carta a Sarah Helen Whitman, el escritor dijo que el amor de ella por él era «repugnante» («loathsome») y escribió que «no podía hacer otra cosa que rechazar[lo] con desdén», publicó varios de los poemas de Ellet en el Broadway Journal mientras fue el editor de esta publicación. Ellet era conocida por ser arrojada y vengativa. Mientras se encontraba de visita en casa del escritor, en enero de 1846, vio una de las cartas privadas dirigidas por Osgood a Poe. Según Ellet, Virginia señaló algunos «párrafos aterradores» en la carta de Osgood. Ellet se puso en contacto con Osgood y le sugirió que tuviera cuidado con sus indiscreciones, y que le pidiera a Poe que le devolviera sus cartas, movida por los celos o quizá por el deseo de motivar un escándalo. Osgood, entonces, envió a Margaret Fuller y Anne Lynch Botta a pedir a Poe, de parte suya, que devolviera las cartas. Molesto por el entrometimiento, Poe las llamó «metomentodos» («Busy-bodies»), y dijo que Ellet haría mejor en «cuidarse de sus propias cartas», sugiriendo que también podrían contener indiscreciones. Recogió todas las cartas de Ellet y las dejó en casa de ella.
Aunque las cartas le habían sido ya devueltas a Ellet, ésta le pidió a su hermano que se las reclamase en su nombre a Poe. El hermano de Ellet, el coronel William Lummis, no creyó que Poe se las hubiese entregado ya, y amenazó de muerte al escritor. Para defenderse, Poe le pidió una pistola a Thomas Dunn English. English, amigo de Poe, que, además de un escritor menor, era también un experto médico y abogado, tampoco creyó que Poe hubiese devuelto realmente las cartas e incluso cuestionó su existencia. El modo más sencillo de salir del aprieto era, según dijo, «la retirada de los cargos infundados». Molesto por ser tildado de mentiroso, Poe empujó a English a una pelea a puñetazos. Más adelante, Poe se jactaría de haber salido triunfante en el combate, aunque English opinaba de otro modo; en cualquier caso; la cara de Poe había sufrido un feo corte por culpa de uno de los anillos de English. Según Poe: «Le di a E. una paliza que recordará hasta el día de su muerte». En cualquier caso, la pelea hizo que aumentaran los rumores sobre el asunto Osgood.
El marido de Osgood intervino y amenazó con demandar a Ellet, a menos que ésta se disculpase por sus insinuaciones. Ella se retractó de sus palabras en una carta dirigida a Osgood, en la que decía: «La carta que me enseñó Mrs Poe debe haber sido una falsificación» hecha por el propio Poe. Echó toda la culpa a Poe, sugiriendo que el incidente se había producido porque el escritor era «dado a la bebida, y proclive a actos de locura». Ellet difundió el rumor de la locura de Poe, que fue retomado por otros enemigos del autor e incluso vio la luz en las páginas de varios periódicos. El diario de St. Louis Reveille informó: «Hay un rumor que circula por Nueva York, en el sentido de que Mr. Edgar A. Poe, el poeta y autor, ha quedado trastornado, y sus amigos van a ponerlo al cuidado del Dr. Brigham del 'Insane Retreat' de Utica». El escándalo solamente concluyó cuando Osgood se reconcilió con su marido. Virginia, sin embargo, quedó muy afectada por todo el asunto. Había venido recibiendo cartas anónimas sobre las supuestas indiscreciones de su marido ya desde julio de 1845. Se cree que Ellet estaba detrás de estos anónimos, que llegaron a alterar a Virginia hasta el punto de que en su lecho de muerte declararía que Mrs. E. había sido su asesina.

### Enfermedad
Por aquel entonces, Virginia había desarrollado una tuberculosis, que le fue descubierta a mediados de enero de 1842. Una tarde, mientras cantaba y tocaba el piano, comenzó a echar sangre por la boca, aunque su marido creyó que se trataba solo de la rotura de un vaso sanguíneo. Su salud empeoró y se convirtió en una inválida, lo que causó a Edgar una profunda depresión, especialmente cuando de forma ocasional ella mostraba signos de mejoría. En una carta a su amigo John Henry Ingram, Poe describió su estado de ánimo de entonces: «Cada vez yo sentía todas las agonías de su muerte, y en cada avance de mi trastorno la amaba con más intensidad y me aferraba a su vida con más desesperada pertinacia. Pero soy por constitución sensible, nervioso en un grado muy poco frecuente. Me volví loco, con largos intervalos de horrible cordura».
La enfermedad de Virginia puede haber sido lo que decidió a la familia Poe a trasladarse, con la esperanza de encontrar un entorno más saludable para ella. Se mudaron varias veces dentro de Filadelfia a comienzos de la década de 1840, y su última residencia en la ciudad se conserva ahora como el Edgar Allan Poe National Historic Site, en Spring Garden. En dicha casa, Virginia llegó a encontrarse lo suficientemente bien como para cuidar del jardín y agasajar a los visitantes tocando el arpa o el piano y cantando. Posteriormente, en algún momento a comienzos de abril de 1844, la familia se trasladó  a Nueva York, viajando por tren y barco de vapor. Virginia esperó a bordo del barco mientras su marido buscaba alojamiento en una casa de huéspedes de Greenwich Street. A comienzos de 1846, la amiga de la familia Elizabeth Oakes Smith informaba que Virgina admitía: «Sé que moriré pronto; sé que no me pondré bien; pero quiero ser tan feliz como sea posible, y hacer feliz a Edgar». Prometió a su marido que después de su muerte se convertiría en su ángel de la guarda.

### Traslado a Fordham

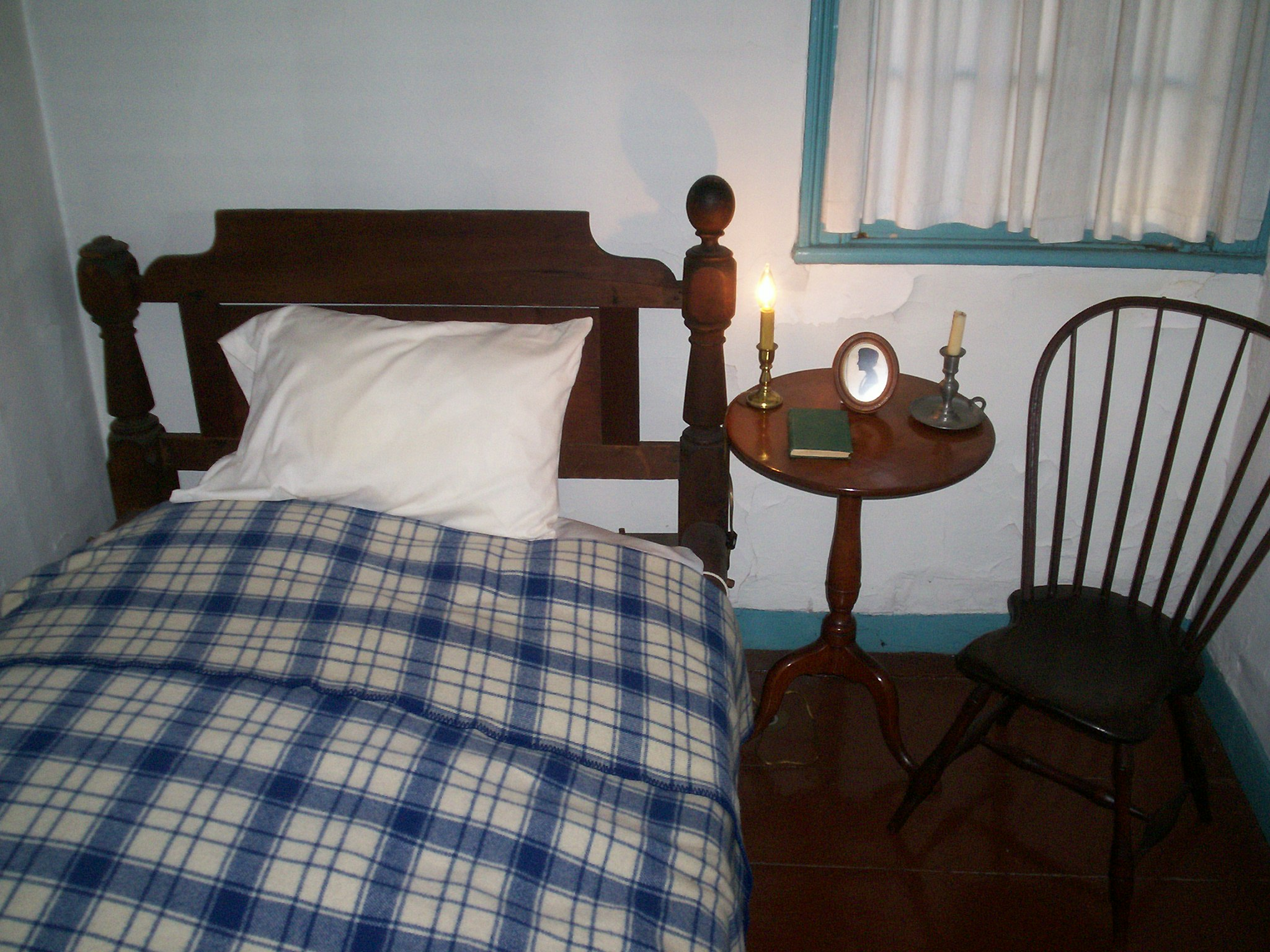
Virginia Poe sufrió las últimas etapas de su enfermedad en el cottage del Bronx, Nueva York. Allí se ha conservado su dormitorio.

En mayo de 1846, la familia (Poe, Virginia, y su madre, Maria) se mudó a una pequeña casa de campo en Fordham, a unas catorce millas de la ciudad, una casa que todavía hoy permanece en pie. En la que es la única carta conservada de Poe a Virginia, fechada el 12 de junio de 1846, él la instaba a seguir siendo optimista: «Preserva a tu corazón de la desesperanza, y confía todavía un poco más». De la reciente pérdida del Broadway Journal, la única publicación de la que Poe fue propietario en toda su vida, dijo, «Debería haberme desanimado, pero no lo hago por ti, mi querida mujercita; tú eres ahora mi mayor y único estímulo para enfrentarme a esta desagradable, insatisfactoria e ingrata vida». Pero hacia noviembre de ese año, el estado de Virginia era desesperado. Entre sus síntomas estaban un apetito irregular, las mejillas sonrojadas, el pulso variable, sudores nocturnos, fiebre alta, resfriados repentinos, falta de aliento, dolores en el pecho, toses y esputos con sangre.
Nathaniel Parker Willis, amigo de Poe e influyente editor, publicó un anuncio el 30 de diciembre de 1846, solicitando ayuda para la familia, aunque los datos no eran del todo correctos:

Enfermedad de Edgar A. Poe. —Lamentamos poner en su conocimiento que este caballero y su esposa están ambos peligrosamente enfermos de tuberculosis, y que la mano del infortunio se cierne pesadamente sobre sus asuntos temporales. Lamentamos decir que han quedado reducidos a una situación tal que apenas son capaces de obtener lo necesario para vivir. Esto es, sin duda, verdaderamente duro, y esperamos que los amigos y admiradores de Mr. Poe acudirán prontamente en su ayuda en esta amarga hora de necesidad.

Willis, que no había mantenido contactos con Poe durante dos años y que desde entonces había perdido a su propia esposa, fue uno de los principales apoyos de Poe en esta época. Envió al matrimonio un inspirado libro navideño, El anillo de bodas; o como hacer un hogar feliz.
El anuncio era similar a otro hecho por la madre de Poe, Eliza Poe, durante las últimas etapas de su tuberculosis. Otros periódicos recogieron la historia: «¡Gran Dios!», dijo uno, «¿es posible que los aficionados a la literatura de la Unión dejen al pobre Poe morir de inanición y lo arrojen a la mendicidad en Nueva York? Eso es lo que nos han llevado a creer las frecuentes noticias en los periódicos afirmando que Poe y su esposa están postrados en un lecho de miseria, muerte y enfermedad, sin un céntimo». El Saturday Evening Post afirmaba que Virginia estaba en una situación sin esperanzas, y que Poe estaba desamparado: «Se ha dicho que Edgar A. Poe está postrado con fiebre cerebral, y que su esposa se encuentra en las últimas etapas de la tuberculosis. Se encuentran sin dinero y sin amigos». Incluso el editor Hiram Fuller, a quien Poe había demandado anteriormente por difamación, intentó en el New York Mirror buscar ayuda para Poe y su esposa: «Nosotros, con los que él peleó, tomaremos la delantera» escribió.
Según las descripciones que de ella se conservan, Virginia tenía el cabello oscuro y los ojos violeta, y la piel tan pálida que de ella se ha dicho que era «blanco puro», por lo que tenía un «mal cutis que echaba a perder su belleza». Un visitante de la familia Poe anotó que «el tono rosado de sus mejillas era demasiado brillante», posiblemente un síntoma de su enfermedad. Otro visitante de Fordham escribió: «Mrs. Poe lucía un aspecto muy juvenil; tenía grandes ojos negros, y una blancura de perla en el cutis, de una perfecta palidez. Su pálido rostro, sus brillantes ojos, y su pelo negro como ala de cuervo le daban un aspecto ultraterreno». Este aspecto ultraterreno fue mencionado por otras personas, que sugirieron que su apariencia no era del todo humana. William Gowans, que se alojó en una ocasión en casa de la familia, describió a Virginia como una mujer de «belleza y encanto sin igual, su ojo podía rivalizar con el de una hurí, y su rostro desafiaba a que lo imitase al genio de todo un Canova». Muchos testimonios contemporáneos, así como biógrafos modernos, han destacado su apariencia infantil, incluso en los últimos años de su vida.
En su lecho de muerte, Virginia pidió a su madre: «Cariño... consolarás y cuidarás a mi pobre Eddy?—¿nunca nunca le abandonarás?» Su madre, de hecho, permaneció junto al escritor hasta que este murió, en 1849, aunque no estuvo presente en su fallecimiento. Cuando Virginia estaba agonizando, la familia recibió numerosas visitas, entre ellas la de una antigua amiga llamada Mary Starr. En cierto momento, Virginia puso la mano de Starr en la de Poe y la conminó a «ser una amiga para Eddy, y no abandonarle». Virginia fue atendida por Marie Louise Shew, de 25 años de edad. Shew, que trabajaba como enfermera, poseía conocimientos médicos gracias a su padre y a su marido, ambos médicos. Ella proporcionó a Virginia un edredón, ya que hasta el momento solo tenía como manta la vieja capa militar de Poe, y también botellas de vino, que la inválida bebía «sonriendo, incluso cuando le resultaba difícil tragarlo». Virginia mostró además a Poe una carta de Louisa Patterson, segunda esposa del padrastro del escritor, John Allan, que había conservado durante años y que daba a entender que Patterson había causado deliberadamente la ruptura entre Allan y Poe.

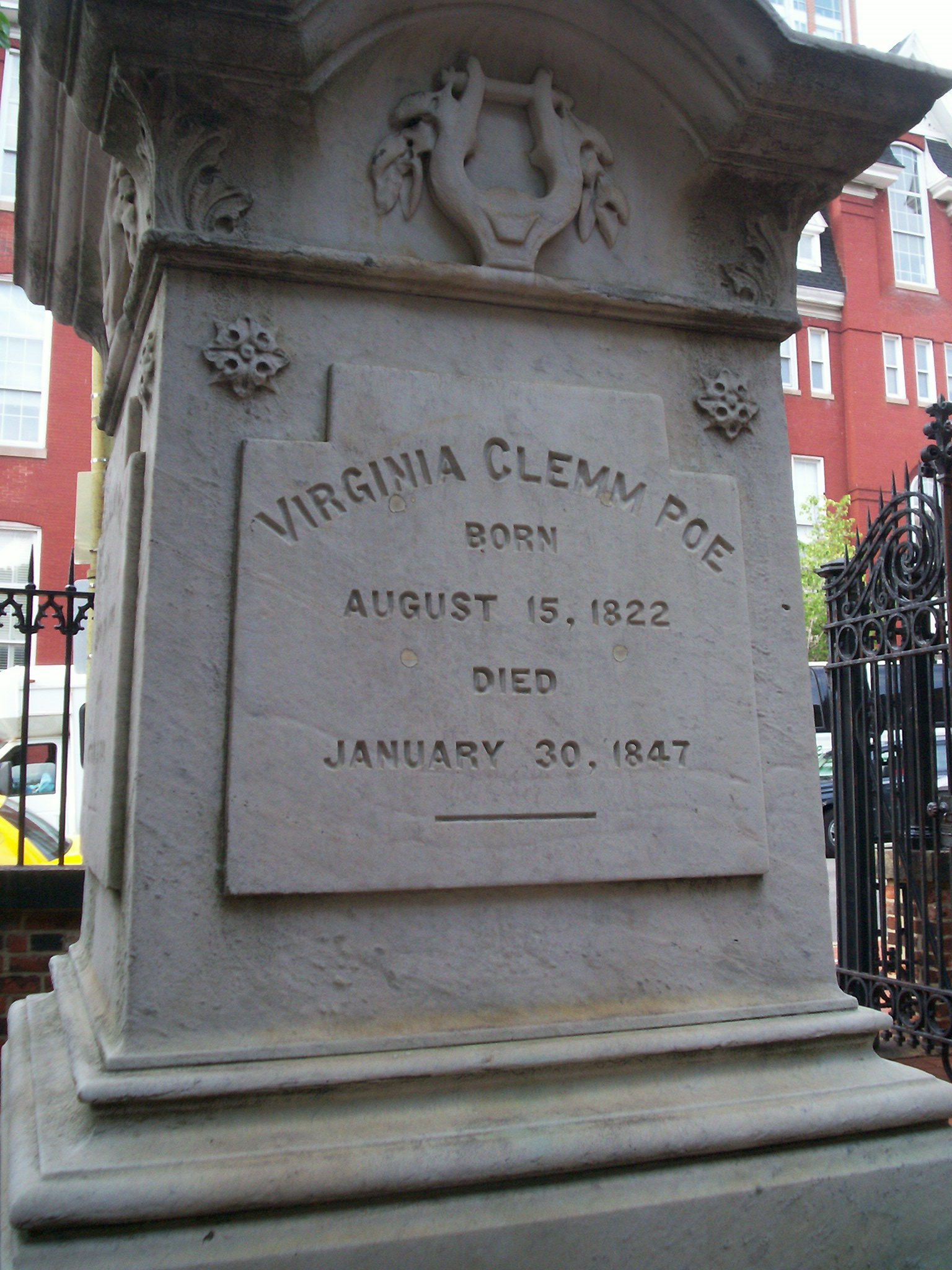
Monumento funerario de Virginia Clemm, Maria Clemm y Edgar Allan Poe en Baltimore, Maryland.

### Muerte
El 29 de enero de 1847, Poe escribió a Marie Louise Shew: «Mi pobre Virginia vive todavía, aunque marchitándose deprisa y sufriendo mucho dolor». Virginia murió al día siguiente, 30 de enero, tras cinco años de enfermedad. Shew ayudó a organizar su funeral, e incluso compró el ataúd. Aparecieron obituarios en varios periódicos. El 1 de febrero, los neoyorquinos Daily Tribune y Herald incluían este sencillo obituario: «El sábado 30 del mes pasado, de consunción pulmonar, en el 25ª año de su vida, VIRGINIA ELIZA, esposa de EDGAR A. POE». El funeral tuvo lugar el 2 de febrero. Entre los asistentes se encontraban Nathaniel Parker Willis, Ann S. Stephens y el editor George Pope Morris. Poe rehusó ver el rostro de su esposa muerta, diciendo que prefería recordarla viva. Aunque ahora se encuentra en el cementerio de Westminster («Westminster Hall and Burying Ground»), en Baltimore, fue sepultada en primera instancia en una cripta propiedad de la familia Valentine, dueña también de la casa de campo en que residía la pareja.
Solo se conoce la existencia de un retrato de Virginia, para el cual el artista debió utilizar su cadáver como modelo. Pocas horas después de su muerte, Poe se dio cuenta de que no tenía un solo retrato de su esposa y encargó que se le hiciese uno en acuarela. Se le muestra llevando los «hermosos linos» con los que Shew recuerda haberla vestido; Shew puede haber sido la autora del retrato, aunque no se sabe con seguridad. La imagen presenta a Virginia con una ligera papada y ojos color avellana. El retrato pasó más tarde a la familia de la medio hermana de Virginia, Josephine, esposa de Neilson Poe.
En 1875, año en el que el cadáver de su marido fue de nuevo sepultado, el cementerio en el que yacía Virginia fue destruido, y sus restos casi olvidados. Un temprano biógrafo de Poe, William Gill, reunió sus huesos y los guardó en una caja que puso bajo su cama. La historia de Gill apareció en el Boston Herald veintisiete años más tarde del suceso: afirma que visitó el cementerio de Fordham en 1883, exactamente en el mismo momento en que el sacristán Dennis Valentine cogía con su pala los huesos de Virginia, listo para tirarlos por no haber sido reclamados por nadie. El propio Poe había fallecido en 1849, así que Gill cogió los restos de Virginia y, tras ponerse de acuerdo con Neilson Poe y John Prentiss Poe en Baltimore, se encargó de bajar la caja a la sepultura del autor en un pequeño ataúd de bronce, situándolo a la izquierda de Poe. Los restos de Virginia yacieron finalmente junto a los de su marido, el 19 de junio de 1885—septuagésimo sexto aniversario del nacimiento de Poe, y casi diez años después de que fuese erigido el monumento funerario del escritor. El mismo hombre que había oficiado como sacristán durante el funeral original de Poe y sus posteriores exhumaciones e inhumaciones, se encontraba también presente en los ritos funerarios por los cuales el cadáver del escritor quedó reposando junto al de Virginia y al de la madre de ésta, Maria Clemm.

## Impacto e influencia en Poe
La muerte de Virginia tuvo un significativo impacto en Poe. Tras su muerte, el escritor quedó sumido en una profunda tristeza durante varios meses. Un amigo dijo al respecto: «La pérdida de su esposa fue un duro golpe para él. Tras su muerte, no parecía importarle vivir una hora, un día, una semana o un año; ella era todo para él». Un año después de su muerte, Poe escribió a un amigo que había experimentado el mayor mal que puede sufrir un hombre, cuando, según sus palabras, «una esposa a la que amaba como ningún hombre había amado antes», había caído enferma. Mientras Virginia aún luchaba por recuperarse, Poe regresó al alcohol después de un largo período de abstinencia. Cuán a menudo y en qué cantidad bebía es un tema controvertido, que fue discutido ya en vida del autor y lo es también hoy por sus modernos biógrafos. Poe se refirió a esta reacción suya a la enfermedad de su mujer como a su propia enfermedad, afirmando que encontró la cura para ella «en la muerte de mi esposa. Esto puedo soportarlo, y así lo hago, como corresponde a un hombre. Era la horrible e interminable oscilación entre la esperanza y el desespero lo que no hubiera podido soportar por más tiempo sin una total pérdida de la razón».
Poe visitaba regularmente la tumba de Virginia. Cuando su amigo Chauncey Burr escribió: «Muchas veces, tras la muerte de su amada esposa, fue visto en una medianoche de invierno, sentado junto a su tumba, casi helado en la nieve». Poco después de la muerte de Virginia, Poe cortejó a otras mujeres, como Nancy Richmond de Lowell, Massachusetts, Sarah Helen Whitman de Providence, Rhode Island, y su amada de la niñez, Sarah Elmira Royster, en Richmond. A pesar de eso, Frances Sargent Osgood, que también fue cortejada por Poe, creía «que [Virginia] fue la única mujer a la que él alguna vez amó».